# مسجد شهدا
مسجد شهدا مربوط به دوره قاجار است و در تبریز، خیابان معاصر، جنوب مبدان شهدا واقع شده و این اثر در تاریخ ۱۵ اردیبهشت ۱۳۷۶ با شمارهٔ ثبت ۱۸۶۱ به‌عنوان یکی از آثار ملی ایران به ثبت رسیده است.